# 8793 Thomasmüller
8793 Thomasmüller este un asteroid din centura principală de asteroizi.

## Descriere
8793 Thomasmüller este un asteroid din centura principală de asteroizi. A fost descoperit pe 22 august 1979 la Observatorul La Silla de Claes-Ingvar Lagerkvist. Asteroidul prezintă o orbită caracterizată de o semiaxă mare de 2,53 ua, o excentricitate de 0,14 și o înclinație de 2,4° în raport cu ecliptica.